# Sankt Georgen am Längsee
Sankt Georgen am Längsee (tiếng Slovene: Šentjurij ob Dolgem jezeru) là một đô thị trong huyện Sankt Veit an der Glan bang Carinthia in nước Áo. Đô thị Sankt Georgen am Längsee có diện tích 69,8 km², dân số thời điểm năm 2005 là 3643 người.

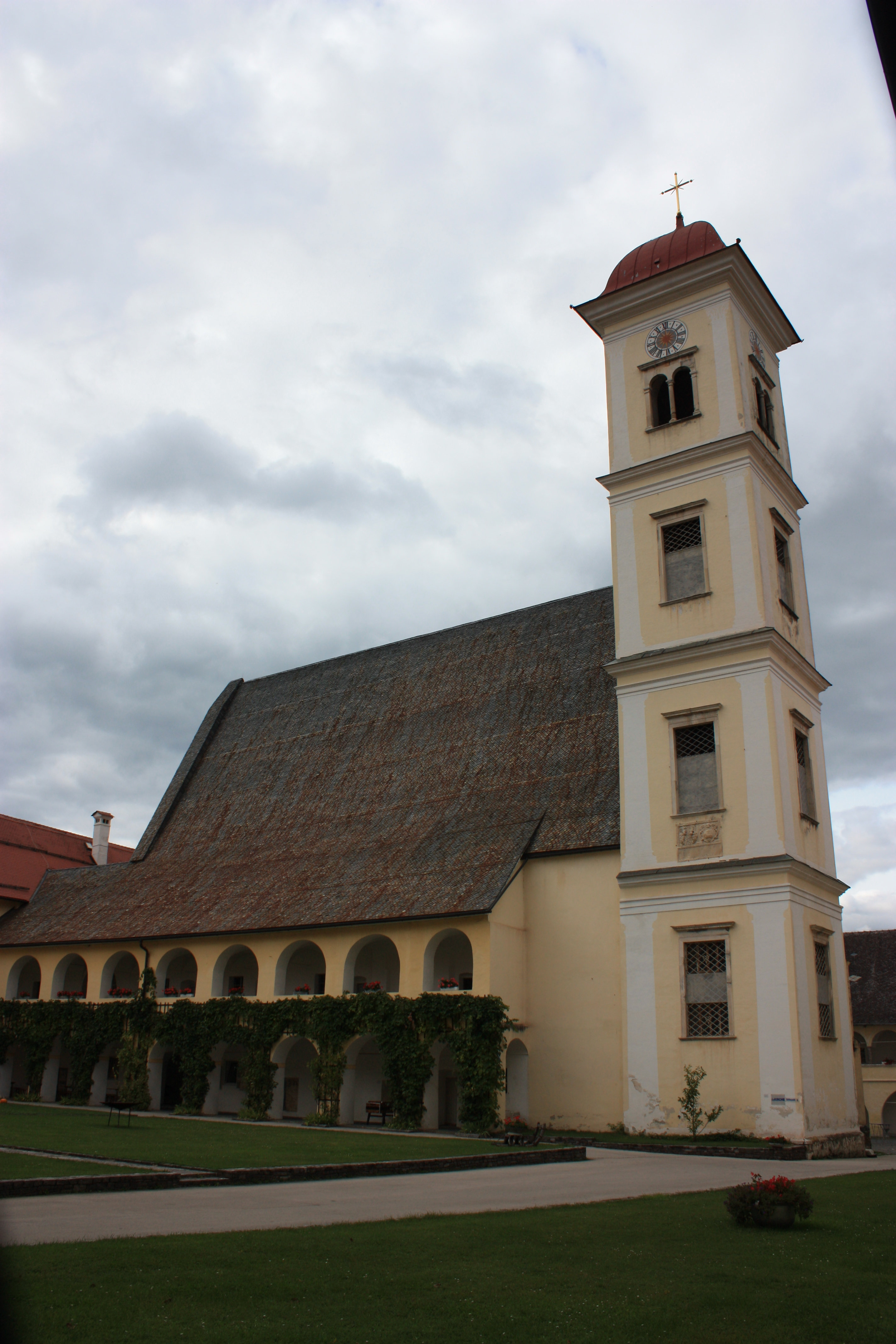
Giáo đường Saint George.